# 茂岩橋 (十勝川)
茂岩橋（日语：／）是日本北海道东部的一座公路桥梁，跨越十勝川，位于中川郡豐頃町，承载北海道道320号旅来丰顷停车场线（在豐頃大橋建成前为國道38號旧线），长946米，宽6米，1961年10月28日建成通车，2023年获土木學會選獎土木遺產。